# 昌雲寺 (掛川市)
昌雲寺（しょううんじ）は静岡県掛川市にある仏教寺院。

## 由緒

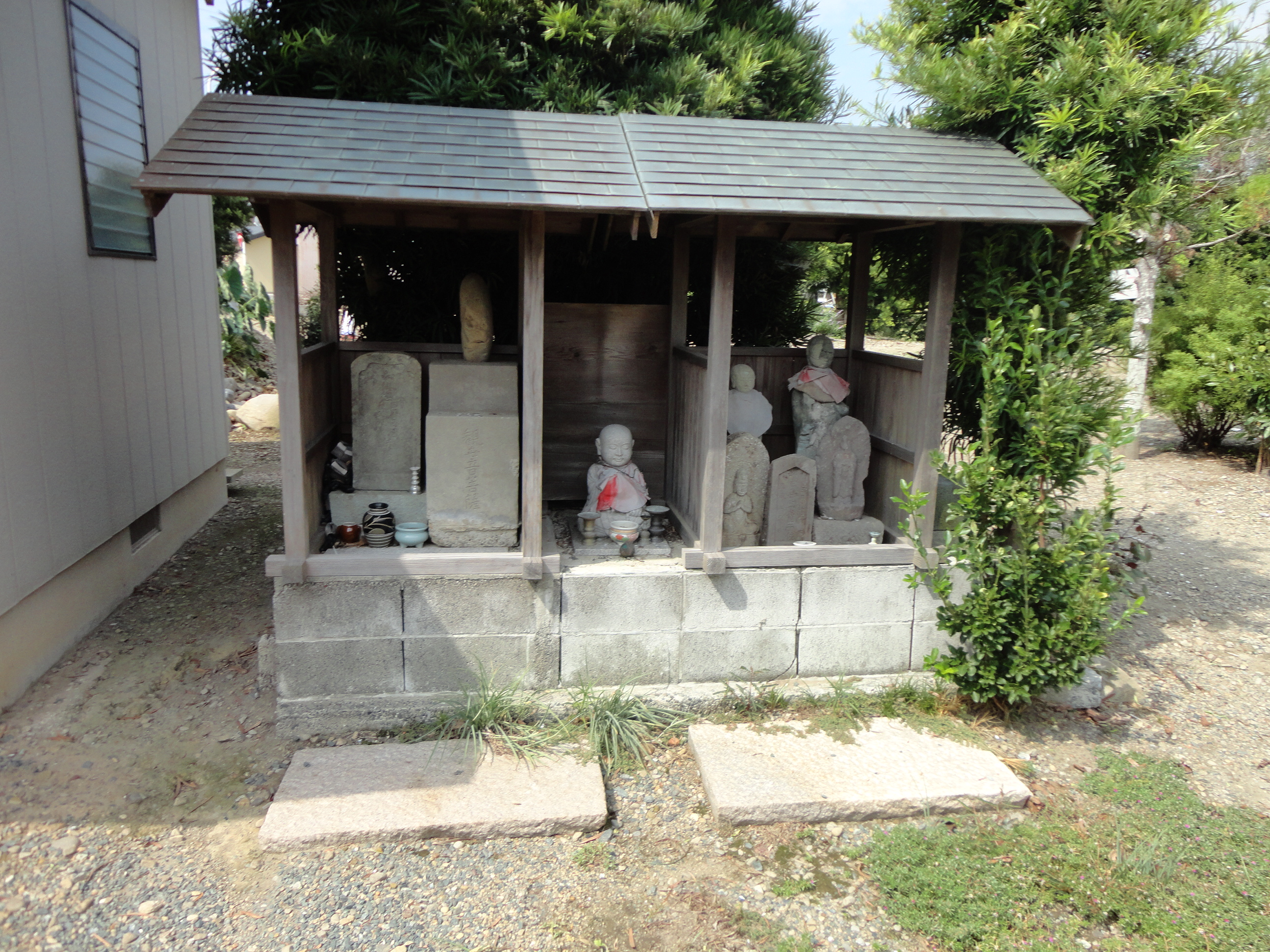
昌雲寺の地蔵堂

当寺開基は暦応元年（1338年）以前であり、真言宗の古跡であったという。
文明4年（1472年）の凶作で餓死するものが多く、同5年、昌雲坊という者が村人と協議して、其の旧跡に堂宇を設立し、死者の霊魂供養を営んだという。これが昌雲寺の始めである。一時期中絶したため将軍足利義尚が寺を建立し、山号を高室山と称した。延徳元年（1489年）義尚は他界した。その後、龍(竜)眠寺の和尚が堂宇を建設し、昌雲坊の縁故を取って昌雲寺とした。天正年中（1573～1591年）高天神に兵乱が起こり、信州に難を避けた。戦乱が静まり、横須賀城主よりの御達しにより帰村したところ、城主は寺の永続のために黒印高五石、ならびに山林竹林と緒役を免除する寄付をくだされた。正徳4年（1714年）竜眼寺12世の見巌和尚が竜眼寺の末寺であった蓮昌庵を昌雲寺の末寺に譲ったので寺格も昇進した。寺紋＝丸に下り藤である。

### 境内堂宇
- 地蔵堂　本尊　地蔵菩薩

寛永年中（1624～1643年）当村進士庄左衛門並びに檀徒有志の者で、子孫長久、家門繁栄を祈って堂宇を境内に建立した。大正6年に破壊したが、後再建された。
- 燈明堂　本尊　秋葉三尺坊（お礼）

火災消除、家内安全を祈願し、藤塚住民が当寺境内に建つ。